# Івано-Франківське вище професійне училище сервісного обслуговування техніки
Івано-Франківське Вище професійне училище сервісного обслуговування техніки (ВПУ СОТ; до 2006 р. — ВПУ № 13) — професійно-технічний навчальний заклад у місті Івано-Франківську.

## Історія та сучасність
У квітні 1974 р. на виробничій базі Івано-Франківського заводу «Позитрон» було створено технічне училище № 13, котре готувало робітників суто для потреб великого потужного на той час підприємства.
В 1984 р. технічне училище одержало статус середнього і перейшло на часткову підготовку учнів на базі 9 класів.
В 1993 р. було реорганізовано у вище професійне училище, перейшовши на підготовку висококваліфікованих робітників з рівнем підготовки «молодший спеціаліст».
В 1997 р. відбулося об'єднання ВПУ № 13 і СПТУ № 4 у ВПУ № 13. Училище володіло 2 навчальними корпусами по вул. Пасічна, 10а та Дорошенка, 28.
У 2006 р. відбулось роз'єднання училища на 2 окремі структурні одиниці — ВПУ № 13 і ВПУ СОТ.
Училище створювалось і розвивалось під керівництвом:
- 1974–1976 р. Мельничука Михайла Степановича
- 1976–1987 р. Канюка Івана Івановича
- 1987–1992 р. Батюка Володимира Степановича
- 1992–1997 р. Данилюка Мирослава Петровича
- 1997–2003 р. Кінаша Ігора Володимировича
- 2003–2006 р. Данилюка Мирослава Петровича
- 2007-2022 р. Гнипа Василя Дмитровича

З 2022 року і на сьогодні колектив училища очолює Дуткевич Роман Федорович.